# Nordsjön, Ångermanland
Nordsjön är en sjö i Sollefteå kommun i Ångermanland och ingår i Ångermanälvens huvudavrinningsområde. Sjön har en area på 0,131 kvadratkilometer och ligger 257,9 meter över havet.

## Delavrinningsområde
Nordsjön ingår i det delavrinningsområde (703055-154478) som SMHI kallar för Inloppet i Gröningen. Medelhöjden är 244 meter över havet och ytan är 34,35 kvadratkilometer. Räknas de 2 avrinningsområdena uppströms in blir den ackumulerade arean 64,68 kvadratkilometer. Gröningsån som avvattnar avrinningsområdet har biflödesordning 3, vilket innebär att vattnet flödar genom totalt 3 vattendrag innan det når havet efter 93 kilometer. Avrinningsområdet består mestadels av skog (79 procent) och sankmarker (13 procent). Avrinningsområdet har 0,13 kvadratkilometer vattenytor vilket ger det en sjöprocent på 0,4 procent.